# Coco Montoya
Coco Montoya (nacido como Henry Montoya; Santa Mónica, California, 2 de octubre de 1951) es un importante guitarrista estadounidense de blues que formó parte de John Mayall & the Bluesbreakers.

## Carrera musical
La carrera de Montoya comenzó a mediados de los años 1970 cuando Albert Collins le invitó a formar parte de su banda como batería. Collins apadrino a Montoya y le enseñó su estilo icy hot. Siguieron siendo amigos aún después de que Montoya abandonara la banda de Collins.
A principios de los años 1980 John Mayall oyó tocar la guitarra a Montoya en un bar de Los Ángeles. Poco después Mayall invitó a Montoya a formar parte de los otra vez reformados Bluesbreakers. Montoya permaneció en la banda durante 10 años.
A principios de los años 1990 decidió que era hora de probar por sí mismo. Ha editado varios discos de blues de gran éxito.
En 1995 apareció con los Cate Brothers cuando volvieron a editar discos con, Radioland. 

En 2002, apareció en el álbum tributo a Bo Diddley Hey Bo Diddley - A Tribute!, con la canción Pills.

## Instrumentos
Montoya es zurdo y toca con la guitarra al revés aunque manteniendo las cuerdas en el orden normal. En otras palabras, esto quiere decir que toca con guitarras para diestros giradas, que llevan las cuerdas graves en la parte superior del mástil y las agudas en la inferior, como usa su mano derecha para poner los acordes y la izquierda para percutirlas, para él las agudas están en la parte superior y las graves en la inferior. Esto contrasta con el estilo de otros zurdos como Jimi Hendrix y Tony Iommi, entre otros, cuyas guitarras llevan las cuerdas recolocadas para zurdos (aunque Hendrix podía tocar también con guitarras con las cuerdas sin recolocar).
En la mayoría de las fotos actuales de Montoya aparece tocando con una guitarra tipo Stratocaster, con cuerpo adaptado para zurdos (imagen especular de un cuerpo para diestros), con mástil y clavijero típicos de Stratocaster para diestros, de tal manera que las clavijas le quedan en la parte inferior, y con las cuerdas dispuestas al revés respecto a la colocación típica de una guitarra para zurdos.

## Discografía
- 1995 Gotta Mind To Travel
- 1996 Ya Think I'd Know Better
- 1997 Just Let Go
- 2000 Suspicion
- 2002 Can't Look Back
- 2007 Dirty Deal